# Badia Tedalda
Badia Tedalda är en ort och kommun i provinsen Arezzo i regionen Toscana i Italien. Kommunen hade 1 051 invånare (2018).